# NGC 6039
NGC 6039 (другие обозначения — NGC 6042, MCG 3-41-79, ZWG 108.104, DRCG 34-63, PGC 56972) — галактика в созвездии Геркулес.
Этот объект занесён в новый общий каталог несколько раз, с обозначениями NGC 6039, NGC 6042.
Этот объект входит в число перечисленных в оригинальной редакции «Нового общего каталога».